# Ağcabədi
Ağcabədi – miasto w Azerbejdżanie, w rejonie Ağcabədi.
Liczba mieszkańców w 2006 wynosiła ok. 35,4 tys.

## Znane osoby pochodzące z Ağcabədi
- Vilayət Quliyev (1941-), filolog, polityk, dyplomata, minister spraw zagranicznych